# Vol 202 d'Airblue
El Vol 202 d'Airblue va ser un vol de passatgers operat per Airblue que, el 28 de juliol de 2010 es va estavellar a prop d'Islamabad (Pakistan) després que la tripulació perdés el contacte amb els controladors aeris mentre intentava aterrar amb boira densa i un monsó fort. Tots els 146 passatgers i la tripulació de sis persones van morir a l'accident. L'avió es va estavellar als turons de Margalla mentre viatjava de Karachi a Islamabad. Després que ens confirmés que l'avió s'havia estavellat, es van enviar tropes i helicòpters al lloc de l'accident. Al moment de l'accident, era el desastre aeri amb més morts del Pakistan, i és actualment l'únic accident mortal d'un Airbus A321.

## Avió
L'avió que es va estavellar era un Airbus A321-231, registrat amb matrícula AP-BJB, amb número de sèrie del fabricant 1218. S'havia construït l'any 2000. Aquest va ser el primer accident mortal de l'A321, i el segon de pèrdua de fuselatge. L'avió s'havia enviat originalment a Aero Lloyd, abans de passar a formar part de la companyia Aero Flight. Airblue el va adquirir el 2006. Havia acumulat al voltant de 34.000 hores de vol en uns 13.500 vols.

## Passatgers i tripulació
El ministre d'Interior Rehman Malik va afirmar que no hi havia supervivents. El pilot de l'avió era Pervez Iqbal Chaudhry, que al moment de l'accident tenia 35 anys i més de 25.000 hores d'experiència de vol. Dels passatgers, 110 eren homes, 29 eren dones, 5 eren nens i 2 infants.
| Nacionalitat  | Morts      | Morts      | Total |
| Nacionalitat  | Passatgers | Tripulació | Total |
| ------------- | ---------- | ---------- | ----- |
| Pakistan      | 142        | 6          | 148   |
| United States | 2          | 0          | 2     |
| Austria       | 1          | 0          | 1     |
| Somalia       | 1          | 0          | 1     |
| Total         | 146        | 6          | 152   |

## Reaccions
Una declaració a la pàgina web d'Airblue va afirmar que "Airblue, amb gran tristesa, anuncia la pèrdua del vol ED 202 de Karachi a Islamabad. L'avió es va estavellar durant unes condicions meteorològiques dures i una boira espessa. Lamentem les pèrdues de vida i estem investigant les circumstàncies exactes de la tragèdia. Es presentaran tan aviat com sigui possible." La declaració continuava dient que "els nostres cors estan amb els familiars i estimats dels passatgers i la tripulació." El procés d'estimació de compensacions de l'assegurança d'Airblue va començar el 30 de juliol de 2010, amb estimacions inicials d'1.000.000 rupies pakistaneses (uns 9.000 €) per víctima.
Tant el President pakistanès Asif Ali Zardari com el Primer Ministre Yousaf Raza Gillani van expressar el condol a les famílies dels que van morir en l'accident. El govern pakistanès va declarar que el 29 de juliol de 2010 seria dia de dol nacional i va anunciar una compensació de 500.000 rupies (uns 4.500 €) a la família de cada víctima. El president dels Estats Units Barack Obama va confirmar en una declaració que dos americans estaven al vol i va expressar el seu condol.